# Ina Busch
Ina Busch (* 1950 in Stade) ist eine deutsche Kunsthistorikerin und war Direktorin des Hessischen Landesmuseums Darmstadt.

## Leben
Ina Busch wurde 1950 als Tochter des Grafikers Synold Klein in Stade geboren. Nach dem Abitur begann sie 1968 ein Studium der Kunstgeschichte, Klassische Archäologie und Romanistik an der Freien Universität Berlin und an der Universität Hamburg. Nachdem sie zwischenzeitlich als Steuerinspektorin bei der OFD Hamburg gearbeitet hatte, nahm sie 1973 ihr Studium wieder auf. 1978 wurde sie mit einer Arbeit über den rumänisch-französischen Bildhauer und Fotografen Constantin Brancusi (1876–1957) promoviert.
Nach der Promotion war sie einige Zeit im Kunsthandel tätig. Sie war zudem wissenschaftliche Assistentin an der Universität Hamburg und hatte ausstellungsbezogene Verträge am Centre Pompidou in Paris. Darüber hinaus arbeitete sie freiberuflich für verschiedenen Museen. Von 1991 bis 1996 war sie stellvertretende Direktorin der Kunst- und Ausstellungshalle der Bundesrepublik Deutschland in Bonn, deren Neubau am 19. August 1992 eröffnet wurde.
Im Mai 1998 wurde sie zur Direktorin des Hessischen Landesmuseums Darmstadt ernannt. Hier trat sie die Nachfolge von Sybille Ebert-Schifferer an, die nach Dresden gewechselt war. In ihrer Amtszeit fiel die Skulpturensammlung von Simon Spierer (1926–2005) als Schenkung an das Landesmuseum.
Im Mai 2003 wurde Ina Busch in den Vorstand des Deutschen Museumsbundes gewählt. Bei ihrem Amtsantritt erklärte sie, sich besonders für die Wahrung und Abgrenzung des Museumsbegriffs vom betriebswirtschaftlichen Unternehmen sowie für die Vorbereitungs- und Ausbildungszeiten von Wissenschaftlern an Museen einzusetzen.
Im Zusammenhang mit den Planungen für die vollständige Sanierung des von Alfred Messel Anfang des 20. Jahrhunderts gebauten Landesmuseums in Darmstadt kam es zu heftigen Auseinandersetzungen über den Umfang und die Art der Sanierung, die teilweise öffentlich ausgetragen wurden. Die ersten Schlagzeilen gab es nach der Ankündigung im Jahre 2006, dass das Museum in Darmstadt saniert werde und die „völlig marode Jute-Wandbespannung abgenommen und die Wände weiß gestrichen werden sollten“. Daraufhin liefen einige Kunstexperten, wie z. B. Götz Adriani, Sturm. Adriani war 1966 bis 1971 am Hessischen Landesmuseum in Darmstadt tätig gewesen, zuständig für die Gemäldeabteilung sowie für die von Joseph Beuys bis zur amerikanischen Pop-Art reichende Sammlung Karl Ströhers. Die Gegenposition vertrat Johann-Karl Schmidt, von 1978 bis 1986 als Kustos zuständig für den Block Beuys, der im Sinne von Beuys vortrug, dass dieser die jutebespannten Räume nie als dauerhafte Lösung für die Sammlung angesehen habe.
Höhepunkt dieser öffentlich ausgetragenen Auseinandersetzungen war ein zweitägiges Hearing im April 2008, zu dem die Direktorin eingeladen hatte. Gegenstand des Hearings war die Zukunft des sog. Block Beuys sowie die geplante Sanierung der sieben Räume, in denen Joseph Beuys in den 1970er Jahren in drei Wochen rund 250 Zeichnungen und Objekte, darunter der berühmte „Stuhl mit Fett“, in Vitrinen installiert hatte. Die Meinungen der Experten über den richtigen Umgang mit diesen Kunstwerken und die Beseitigung der Wandbespannung waren äußerst konträr. Busch, die für die Beseitigung der Jute plädierte, bat in dieser emotional aufgeladenen Situation für ausreichend Zeit „für einen notwendigen Prozess“. Dazu waren die Verantwortlichen nicht bereit.
Ina Busch wurde durch die zuständige Ministerin für Wissenschaft und Kunst im Sommer 2008 an das Ministerium abgeordnet. Ab 2010 arbeitete Ina Busch an der Recherche kurhessischer Kunstgüter innerhalb der ehemaligen preußischen Verwaltung in Berlin.
Im September 2012 teilte die damalige Ministerin für Wissenschaft und Kunst des Landes Hessen, Eva Kühne-Hörmann, mit, dass Ina Busch nicht an das Hessische Landesmuseum Darmstadt nach der geplanten Eröffnung im Jahre 2013 zurückkehren werde. Stattdessen wurde sie „auf eigenen Wunsch und aus persönlichen Gründen“ in den vorgezogenen Ruhestand versetzt.

## Veröffentlichungen
Von Ina Busch gibt es zahlreiche Veröffentlichungen und Katalogbeiträge zu zeitgenössischen Künstlern u. a. Constantin Brancusi, Eduardo Chillida, Franz Erhard Walther.
- Ina Busch, Simon Spierer: "Ein Wald der Skulpturen. Sammlung Simon Spierer" (Katalog zur Ausstellung im Hessischen Landesmuseum Darmstadt, 2004), Hatje Cantz Verlag 2005, ISBN 3-7757-1609-2